# U, Me Aur Hum – Für immer wir
U, Me Aur Hum – Für immer wir (Hindi यू मी और हम, übersetzt: Du, ich und wir) ist ein Hindi-Film mit Kajol und Ajay Devgan.

## Handlung
Der Arzt Ajay Mehra ist mit dem unglücklich verheirateten Ehepaar Nikhil und Reena sowie mit dem glücklich unverheirateten Paar Vicky und Natasha auf einem Kreuzfahrtschiff. Dort verliebt er sich gleich auf den ersten Blick in die Kellnerin Piya, die jedoch von Anfang an abblockt. Mit Hilfe von Piyas Kollegin erfährt Ajay heimlich einiges über Piyas Vergangenheit und Vorlieben. So gewinnt er langsam aber sicher das Herz von Piya, nicht zuletzt dank der Unterstützung seiner Freunde.
Die beiden verbringen so viel Zeit wie möglich zusammen und entdecken dabei viele Gemeinsamkeiten. Auf Drängen Ajays Freunde, gesteht er Piya sie teilweise angelogen zu haben, dadurch dass er Piyas Vorlieben zu Eigen machte. Mit gebrochenem Herz trennt sich Piya von ihm und will nichts mehr von ihm wissen.
Als die Reise auf dem Kreuzfahrtschiff sich dem Ende neigt, verabschiedet sich Ajay von Piya, die ihm immer noch nicht verziehen hat, auf sie zu warten. In der Hoffnung, dass sie wieder zu ihm zurückkehrt, hinterlässt Ajay ihr seine Taschenuhr und seine Adresse.
Und tatsächlich kehrt Piya zu ihm zurück, da sie gemerkt hat, wie sehr Ajay sie liebt. Kurz darauf folgt die Hochzeit. Alles scheint perfekt zu sein, bis Piya sich nach einem Einkauf nicht mehr an den Nachhauseweg erinnern kann. Völlig hilflos und weinend irrt sie die Straße entlang. Zufälligerweise hält sich Ajay in der Nähe auf und versucht Piya zu beruhigen. Ihm entgeht dabei nicht, dass etwas mit Piya nicht in Ordnung ist, denn das Geschäft in das sie einkaufen gegangen ist, liegt genau gegenüber von der eigenen Wohnung. Deshalb suchen sie einen Facharzt auf. Die Diagnose lautet Alzheimer. Außerdem wird die Schwangerschaft von Piya erwähnt, welche Piyas ohnehin schon schlechten Gesundheitszustand zusätzlich verschlechtert.
Trotzdem entscheiden sie sich für das Baby. Als ihr Sohn Aman auf die Welt kommt, häufen sich die Probleme. Eines Tages vergisst Piya ihren Sohn in der Badewanne, sodass Aman beinahe ertrinkt, wenn Ajay nicht noch rechtzeitig gekommen wäre. Dies gibt Ajay den Anlass dazu, Piya in eine Klinik einzuweisen. Aber in der Klinik ergeht es Piya nicht besser. Sie vergisst die Menschen um sich herum, sogar Ajay.
Nach einiger Zeit gesteht Ajay, dass die Einweisung in die Klinik im Endeffekt nur ihm selbst geholfen hat, weil er dabei entlastet wurde. Deshalb holt er Piya aus der Klinik, um die gemeinsamen Wünsche ihres Lebens in Erfüllung gehen zu lassen. Schließlich verbringen sie glücklich ihre Silberhochzeit auf einem Kreuzfahrtschiff.

## Soundtrack
| Songtitel              | Sänger/in                    |
| ---------------------- | ---------------------------- |
| Jee Le                 | Adnan Sami & Shreya Ghoshal  |
| U, Me Aur Hum          | Shreya Ghoshal               |
| Saiyaan                | Sunidhi Chauhan              |
| Phatte                 | Adnan Sami & Sunidhi Chauhan |
| Dil Dhakda Hai         | Adnan Sami & Shreya Ghoshal  |
| U, Me Aur Hum - Part 2 | Vishal Bharadwaj             |

## Dies und Das
- Dieser Film markiert das Regiedebüt von Ajay Devgan.
- Die Hauptdarsteller Ajay Devgan und Kajol sind auch im wirklichen Leben verheiratet.
- U, Me Aur Hum zeigt einige Parallelen zu dem Hollywoodfilm Wie ein einziger Tag, ist jedoch kein Remake.
- Einen Tag vor der Veröffentlichung des Films verstarb Shomu Mukherjee, Kajols Vater, an einem Herzinfarkt[1].

## Awards
Nominierungen:
- Filmfare Award/Beste Hauptdarstellerin: Kajol für U Me Aur Hum (2009)
- Star Screen Award/Beste Hauptdarstellerin: Kajol für U Me Aur Hum (2009)